# Acton Town
La stazione di Acton Town è una stazione della metropolitana di Londra, servita dalle linee District e Piccadilly.

## Storia
Acton Town fu aperta il 1º luglio 1879 dalla District Railway (DR, oggi la linea District), con il nome di Mill Hill Park, come parte dell'estensione fino a Ealing Common. Il 1º maggio 1883 fu aperta una seconda diramazione, da Acton Town fino alla stazione di Hounslow Town (oggi chiusa) che è oggi la diramazione di Heathrow. La stazione assunse il nome attuale il 1º marzo 1910.
La stazione fu raggiunta dalla linea Piccadilly il 4 luglio 1932 quando la linea Piccadilly venne estesa fino a South Harrow sulla diramazione di Uxbridge e in seguito, dal 9 gennaio 1933, fino a Northfields sulla diramazione di Hounslow. I servizi della linea District sulla diramazione di Hounslow a sud di Acton Town cessarono il 10 ottobre 1964 e il tratto rimase servito solo dalla linea Piccadilly.

### Diramazione verso South Acton

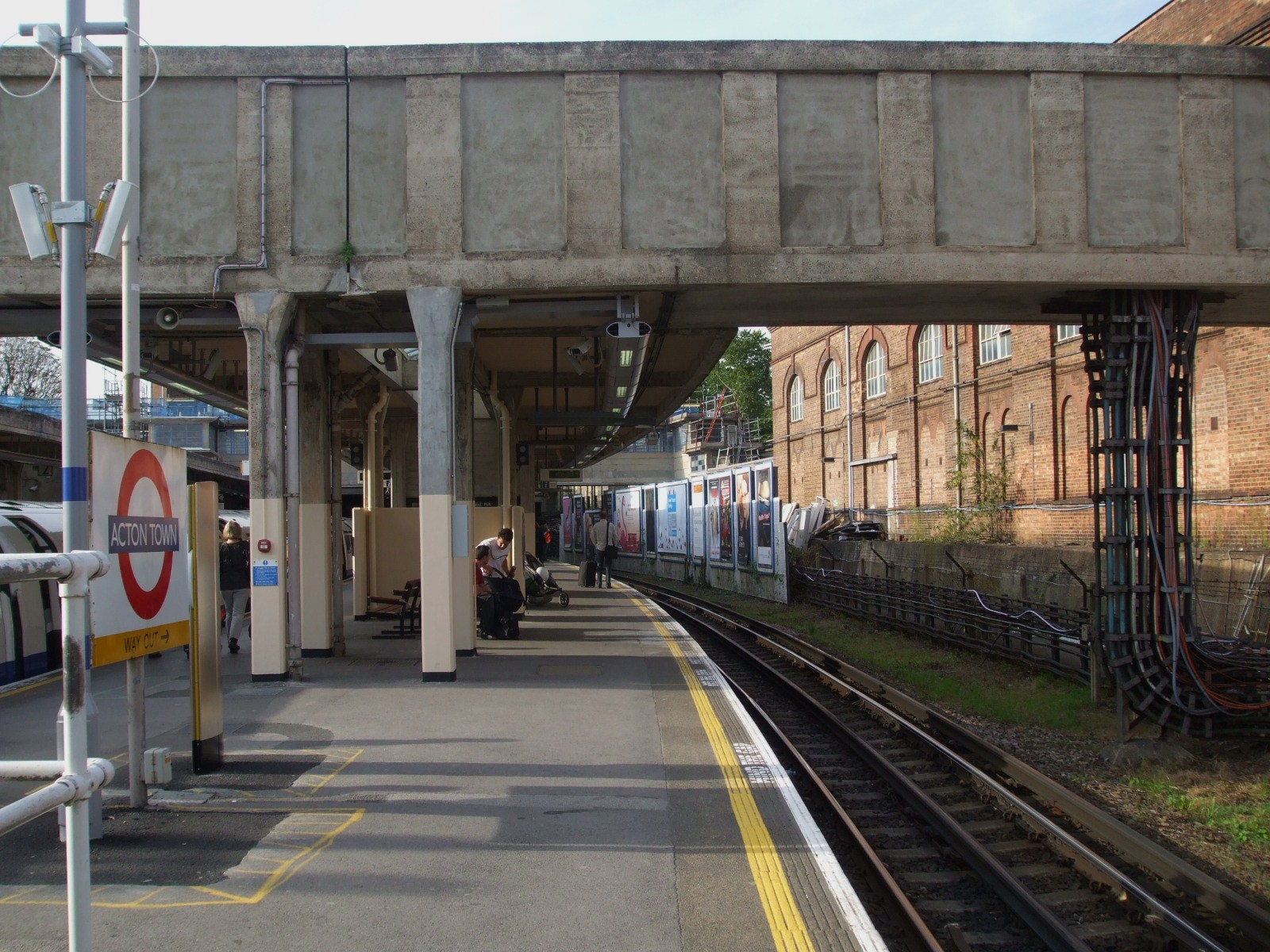
Piattaforma della linea District alla stazione di Acton Town: sulla destra sono visibili i resti della piattaforma 5

Il 13 giugno 1905 fu inaugurato un servizio passeggeri su una diramazione fra Acton Town e la stazione di South Acton, oggi chiusa. Per servire questo tratto fu costruita una quinta piattaforma ad Acton Town, più corta delle altre, in quanto su questa tratta operavano treni con due carrozze al massimo. Dal 15 febbraio 1932 la diramazione venne servita da un treno navetta composto da una sola carrozza. La tratta fu chiusa il 28 febbraio 1959 a causa del basso numero di passeggeri. La diramazione fu smantellata e la stazione di South Acton della linea District venne chiusa (rimase aperta la parte della stazione ferroviaria sulla North London Line.) La piattaforma numero 5 ad Acton Town è rimasta pressoché intatta, a parte la rimozione dei binari, ed è oggi nascosta da cartelloni pubblicitari.

## Strutture e impianti
La stazione si trova all'incrocio di Gunnersbury Lane con Bollo Lane.
L'edificio originale in mattoni fu costruito nel 1879 e ristrutturato nel 1910. Fra il 1931 e il 1932 la stazione fu ristrutturata in previsione del trasferimento della diramazione di Uxbridge dalla linea District alla Piccadilly. Il nuovo edificio fu progettato dall'architetto Charles Holden nel moderno stile geometrico europeo, con l'utilizzo di mattoni, cemento armato e vetro. Come altre stazioni progettate da Holden, l'edificio è un monumento classificato di Grade II.
A sud-ovest della stazione si trova la ex officina di Acton Works, un tempo il principale centro di manutenzione della rete della metropolitana. Oggi ospita il deposito delle collezioni di veicoli stradali e ferroviari del London Transport Museum (denominato Museum Depot). Il deposito è aperto ai visitatori in alcuni fine settimana nel corso dell'anno. 

A nord della stazione si trova il deposito treni di Ealing Common. Vicino alla stazione, su Gunnesbury Lane, si trova uno dei dipartimenti di ingegneria della London Underground, in un edificio chiamato Frank Pick House, che prende il nome da Frank Pick, il primo direttore del London Passenger Transport Board dopo la fusione delle varie linee in un unico ente nel 1933.
La stazione rientra nella Travelcard Zone 3.

## Interscambi
Nelle vicinanze della stazione effettuano fermata alcune linee urbane automobilistiche, gestite da London Buses.
- Fermata autobus

## Galleria d'immagini

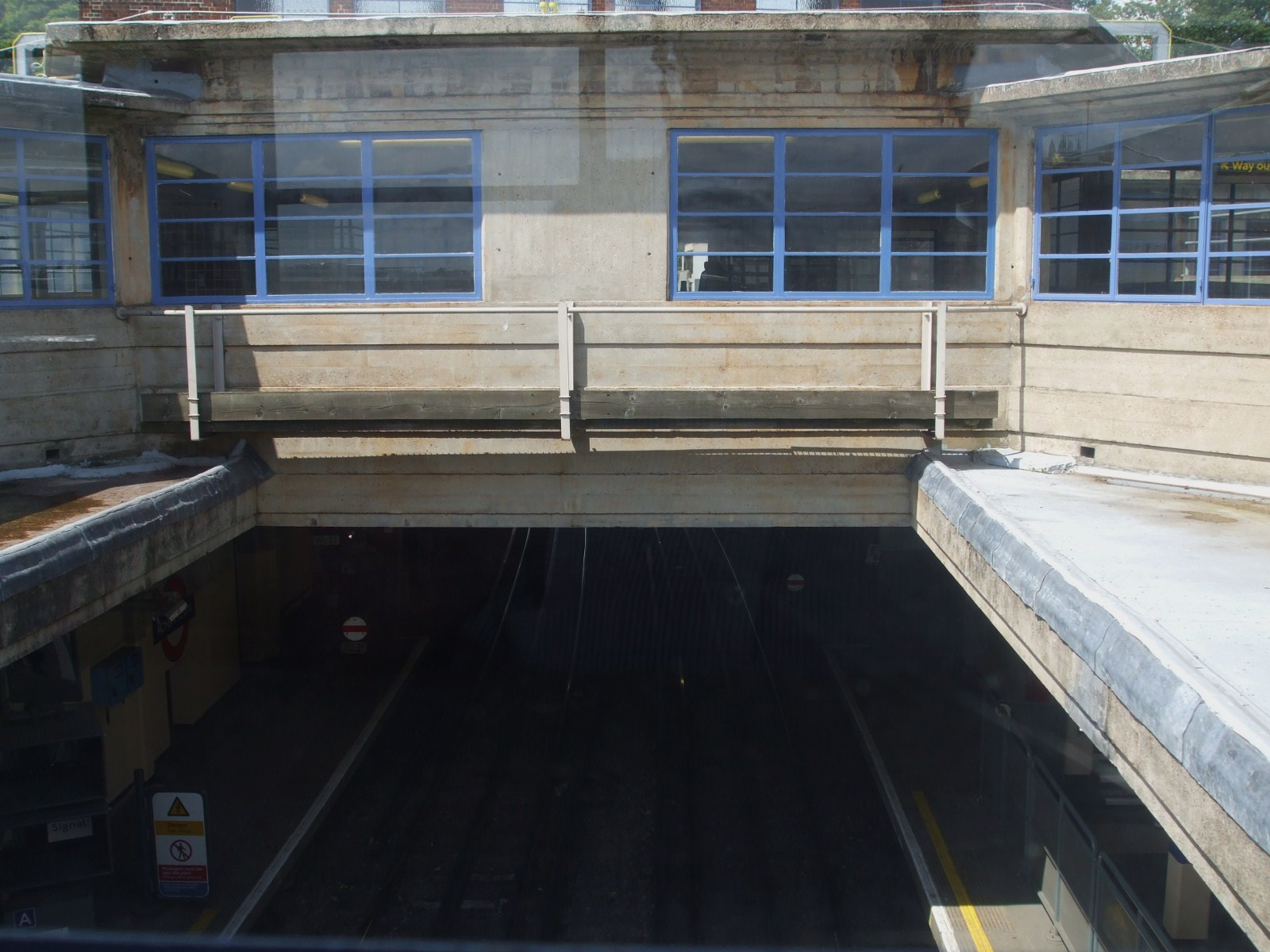
Sovrappassaggio della stazione
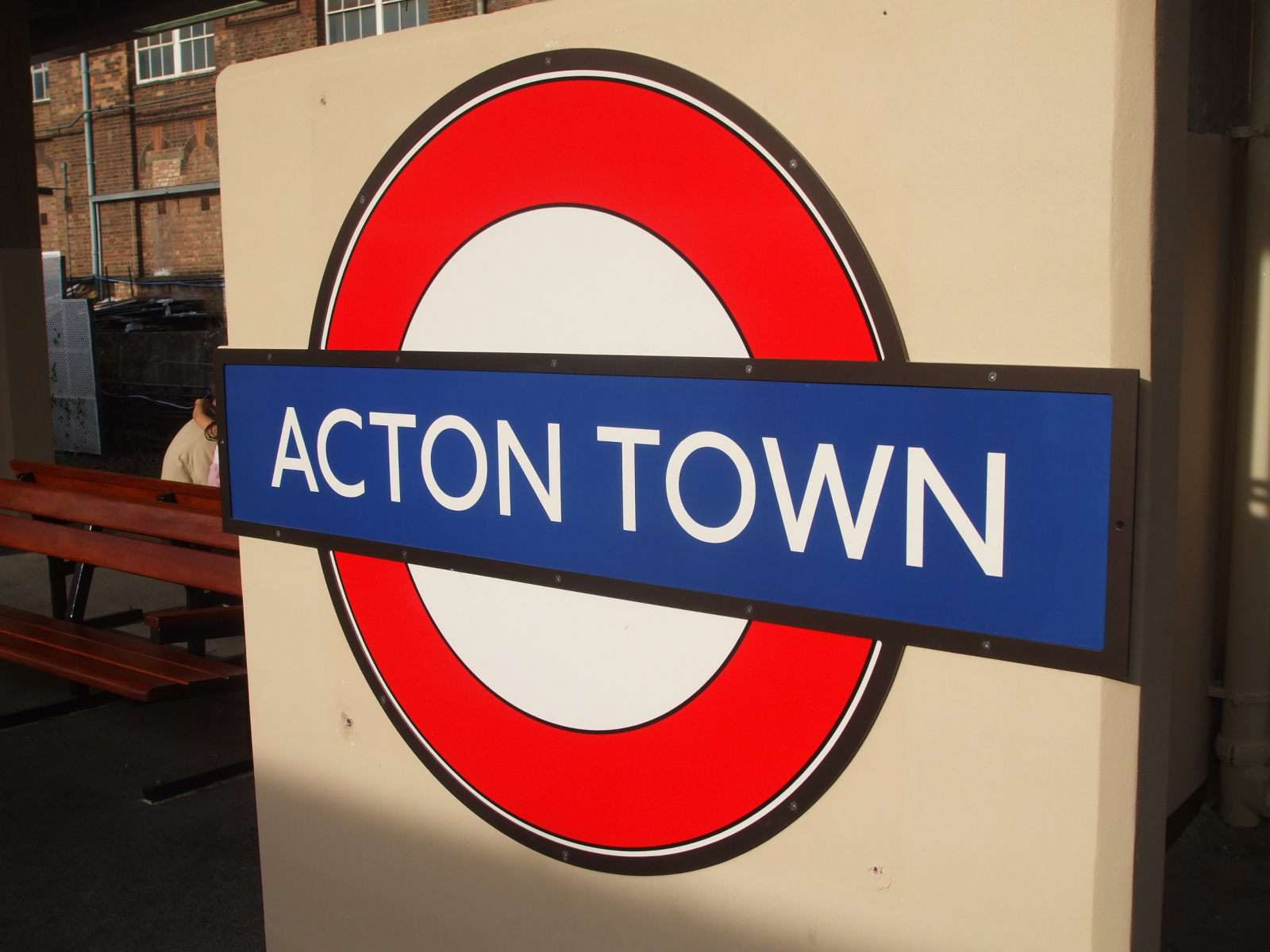
Roundel alla stazione di Acton Town
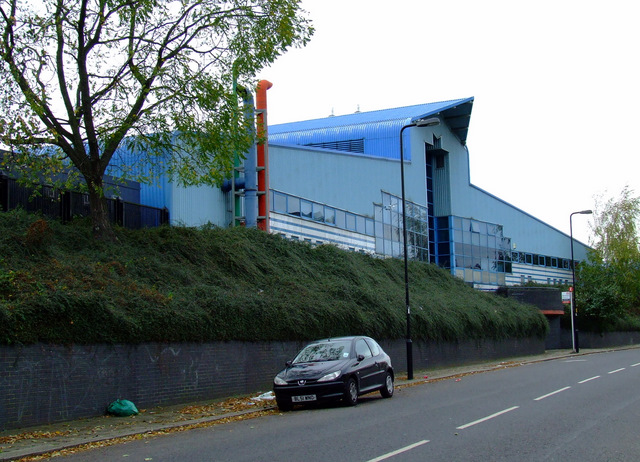
La Frank Pick House